# Хастінапур
29°17′00″ пн. ш. 78°02′00″ сх. д. / 29.283333333333° пн. ш. 78.033333333333° сх. д.
Хастінапур — місто в окрузі Мірут в індійському штаті Уттар-Прадеш. Хастінапура була описана в індуїстських текстах, таких як Махабхарата та Пурани, як столиця королівства Куру, місто також згадується в стародавніх джайнських текстах. Хастінапур розташований на правому березі річки Ганг.

## Етимологія
На санскриті Hastinapura перекладається як «місто слонів», де Hastina означає «слон», а pura – місто. Його історія сягає часів Махабхарати. За легендою, місто було названо на честь царя Хасті.
Місто також згадується в Рамаяні, у 13-й і 14-й строфі якої сказано (у перекладі):
 Переправившись через Гангу в Хастінапурі, вони попрямували на захід і, досягнувши через Куру Джангалу царства Панчала і побачивши повноводні озера і річки з чистою водою, згадані вище посланці вирушили вперед швидким кроком, зважаючи на терміновість їхньої місії.

## Історія
Ранні археологічні залишки регіону належать до культури охристо-кольорової кераміки, яка була культурою бронзової доби Ганга Ямуна доаб. Близько 1200 року до нашої ери регіон трансформувався в культуру залізної доби. Регіон був зайнятий культурою розписного сірого посуду, яка відповідає ведичному періоду .
У Махабхараті Хастінапур зображається як столиця королівства Куру Кауравів. Багато подій у «Махабхараті» відбувалися саме в місті Хастінапур. Відповідно до «Махабгарати», 100 братів Каурав народилися в цьому місті від матері, королеви Гандхарі, дружини короля Дгрітараштри. На березі Будхі-Ґанга два місця поблизу Хастінапура (Драупаді Гхат і Карна Гхат) пов'язані з персонажами Махабхарати.

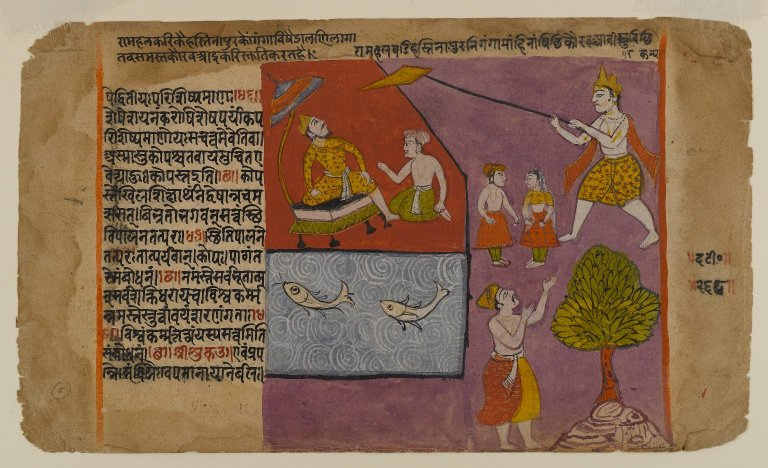
Баларама тягне Хастінапур до Гангу, зображений на сторінці із серії «Бгаґавата Дасамсканда»

Перша згадка про Хастінапур у Пуранах презентує місто як столицю королівства імператора Бгарати.

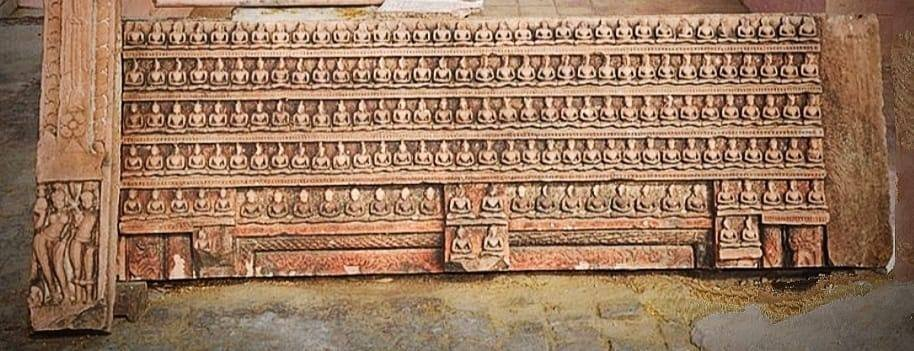
Кам'яний рельєф II століття із зображенням 170 джайнських тіртханкарів у позі лотоса, розкопаний у Хастінапурі

Розкопки в Хастінапурі були проведені на початку 1950-х років Б. Б. Лалом, генеральним директором Археологічної служби Індії. Хоча основна мета цих розкопок, за словами самого Лала, полягада у визначенні стратиграфічного положення розписного сірого посуду щодо інших відомих керамічних виробів раннього історичного періоду, Лал виявив кореляції між текстом Махабхарати та матеріальними залишками, які він розкопав у Хастінапурі. Це спонукало його до історизації деяких традицій, згаданих у Махабхараті, а також до пов'язування появи розфарбованого сірого посуду з арійцями у верхній частині басейну Гангу.
Хастінапур вказаний в Айн-і-Акбарі як паргана (адміністративна одиниця) під Делійським саркаром. Місто приносило дохід у розмірі 4 466 904 індійських дам для імперської скарбниці та забезпечувало силу 300 піхотинців і 10 кавалеристів. Автор Абу'л-Фазл ібн Мубарак описує місто як «стародавнє індуїстське поселення», що лежить на Ганзі.
У часи Британської Індії Хастінапуром правив Раджа Наїн Сінгх Нагар, який побудував багато індуїстських храмів у самому місті та навколо нього.

## Географія і клімат
Сучасний Хастінапур — це місто в регіоні Доаб штату Уттар-Прадеш в Індії за 37 км від Мірута та майже за 96 км на північний схід від Делі на національному шосе 34. Це невелике містечко, відновлене Джавахарлалом Неру 6 лютого 1949 року.29°10′ пн. ш. 78°01′ сх. д. / 29.17° пн. ш. 78.02° сх. д. . При середній висоті 218 м, у Хастінапурі температура коливається в межах 5—40 °C (41—104 °F) . Літній сезон триває з березня по травень, протягом якого температура коливається в межах 32—40 °C (90—104 °F) . Сезон мусонів триває з липня по вересень, протягом якого температура відносно низька. Зима триває з грудня по лютий, причому грудень зазвичай є найхолоднішим місяцем року. У цей час температура може опускатися приблизно до 5 °C (41 °F) і зазвичай не перевищує 14 °C (57 °F) .

## Демографія
За даними перепису населення Індії 2011 року, населення Хастінапур-Нагар-Панчаят становило 26 452 особи, з яких 14 010 чоловіків і 12 442 жінки. Рівень грамотності в місті становив 74,5 % трохи вище, ніж середній по країні 74 %. Близько 14 % населення були віком до 6 років.

## Пам'ятки
Розташований на березі старої ущелини Гангу, Хастінапур вважається одним із найсвятіших місць як для індуїстів, так і для джайнів. Вважається, що це місце народження трьох джайнських тіртханкар. Тут є багато стародавніх індуїстських храмів, зокрема храм Пандешвар і храм Карна, а також джайнські храми, такі як Шрі Дігамбер, Джайн Мандір, Джамбудвіп, Кайлаш Парват і Шветамбар.

### Храми і пам'ятники

#### Шрі Дігамбер Джайн Прачін Бада Мандір

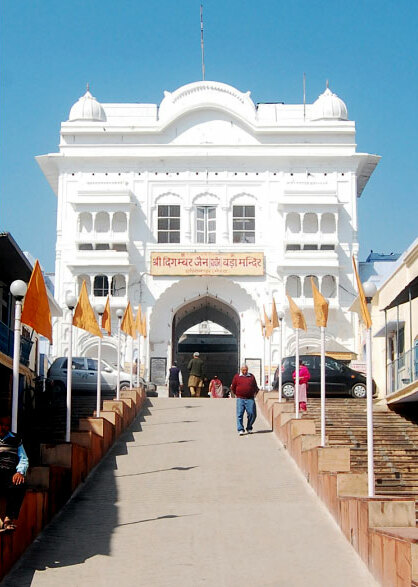
Прачін Бада Мандір

Шрі Дігамбер Джайн Бада Мандір є одним із найстаріших джайнських храмів у Хастінапурі. Вважається, що головний храм був побудований у 1801 році під егідою Раджі Харсукха Рая, який був імперським скарбником імператора Шах-Алама II. У храмі є багато інших об'єктів, зокрема поліцейська дільниця, Дігамбер Джайн Гурукул і ашрам Удасін. За кілька кілометрів від головного храму розташовані кілька визначних туристичних пам'яток, зокрема Джал Мандір, джайнська бібліотека, музей Ачар'я Від'янанда, 24 тонки та стародавні Нішіяджі.

#### Шрі Шветамбар Джайн Аштапад Теерт

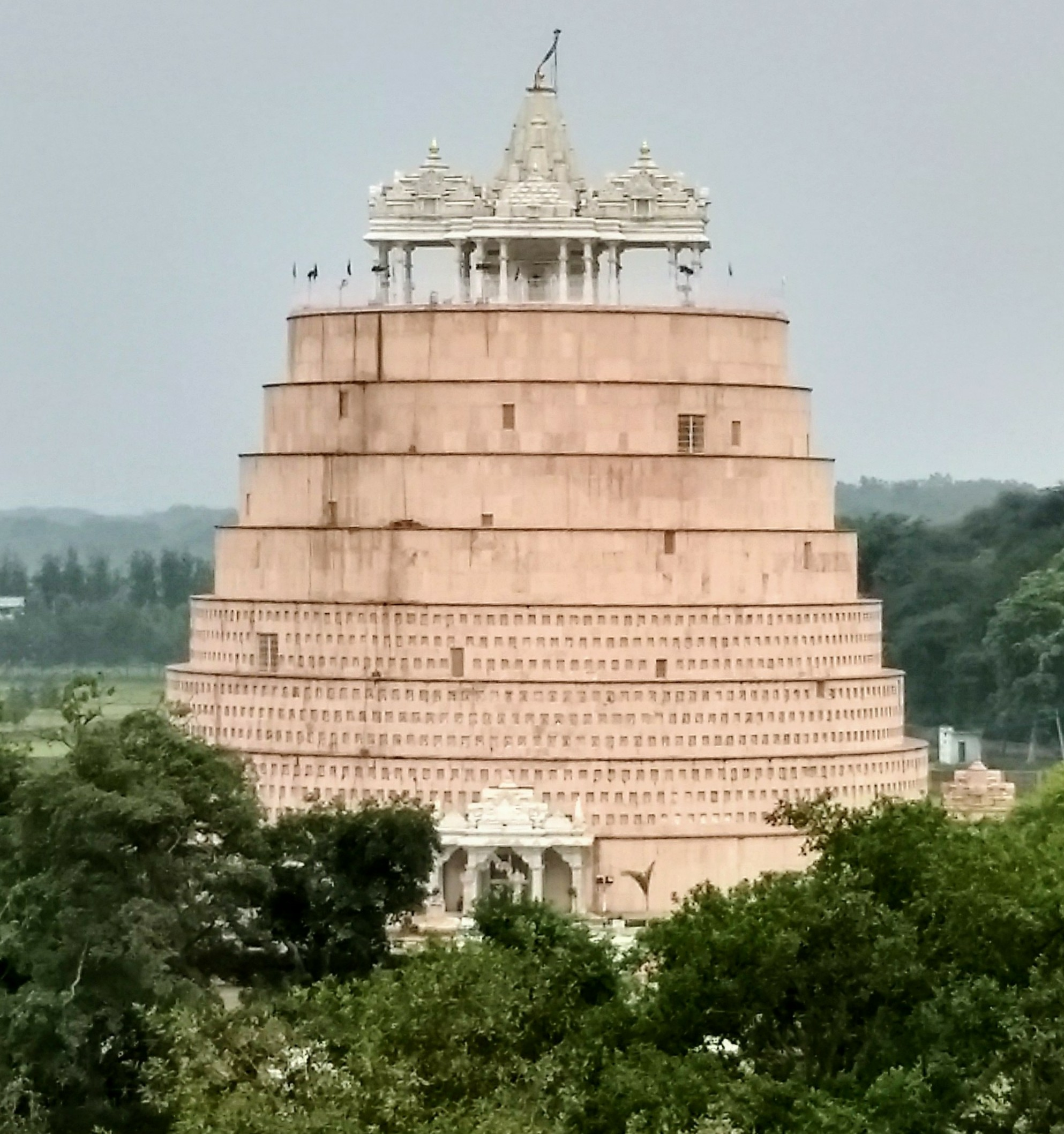
Аштапад

Шрі Аштапад Тіртх був побудований під егідою Шрі Хастінапур Джайн Шветамбар Тіртх Траст. Це 46-метрова (151 фут) споруда, присвячена першому тіртханкарі Рішабхнатху.

#### Кайлаш Парват Рачна
Кайлаш Парват — це 40-метрова (131 фут) споруда, збудована під егідою Шрі Дігамбер Джайн Мандір, Хастінапур. На території Кайлаш Парвату розташовано кілька джайністських храмів, зокрема Ятрі Нівас і Бходжаншала. Кайлаш Парват також має аудиторію та вертолітний майданчик.

#### Джамбудвіп Джайн Тірт

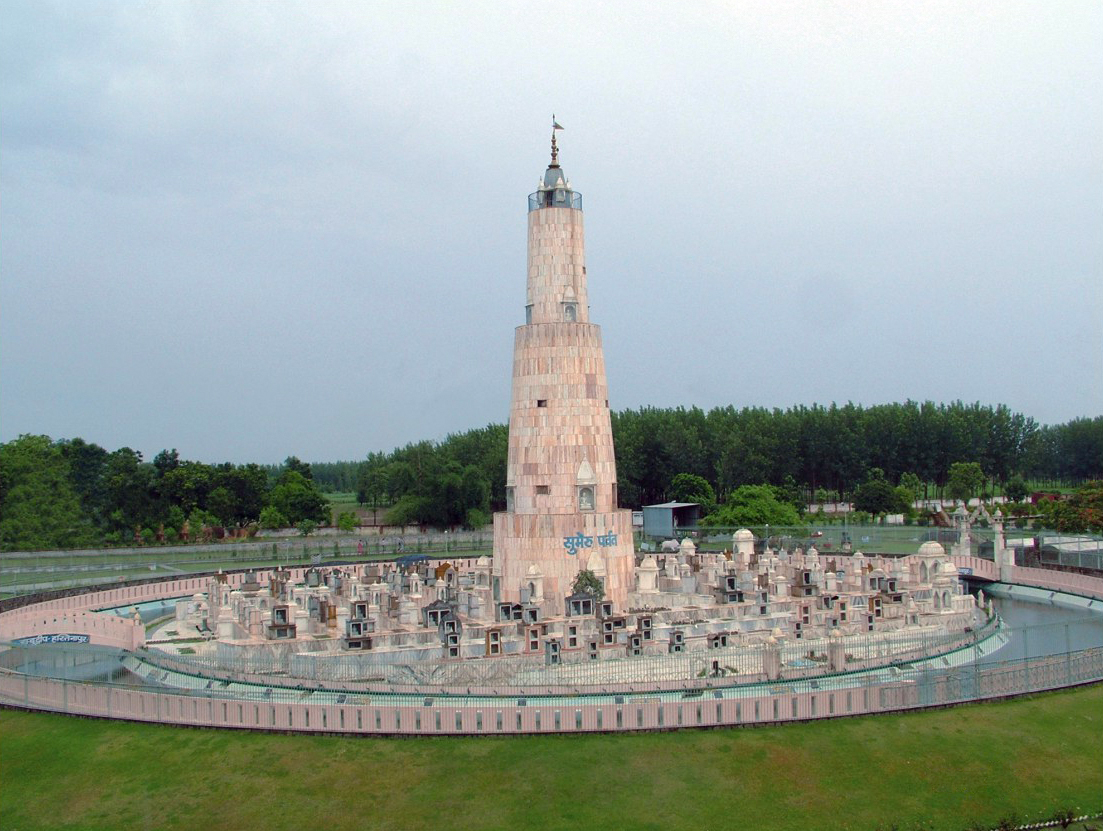
Джембудвіп

Джамбудвіп, що зображує модель джайнської космології, був розроблений тут під керівництвом Шрі Г'янматі Матаджі в 1985 році

#### Храм Пандешвар
Розташований в історичному місці стародавнього міста Хастінапур, храм Пандешвар присвячений Шиві. Вважається, що цей храм є місцем, де Каурави та Пандави отримали знання з Вед і Пуран.  Храм індуїстської богині Калі та багато індуїстських ашрамів також присутні на пагорбі між руїнами. За легендою, в період Махабхарати старший син Панду Юдхіштхіра встановив шивалінгу в храмі Пандешвара Махадева перед початком війни Махабхарати і молився Шиві, щоб той благословив його на перемогу у війні..

#### Храм Карна

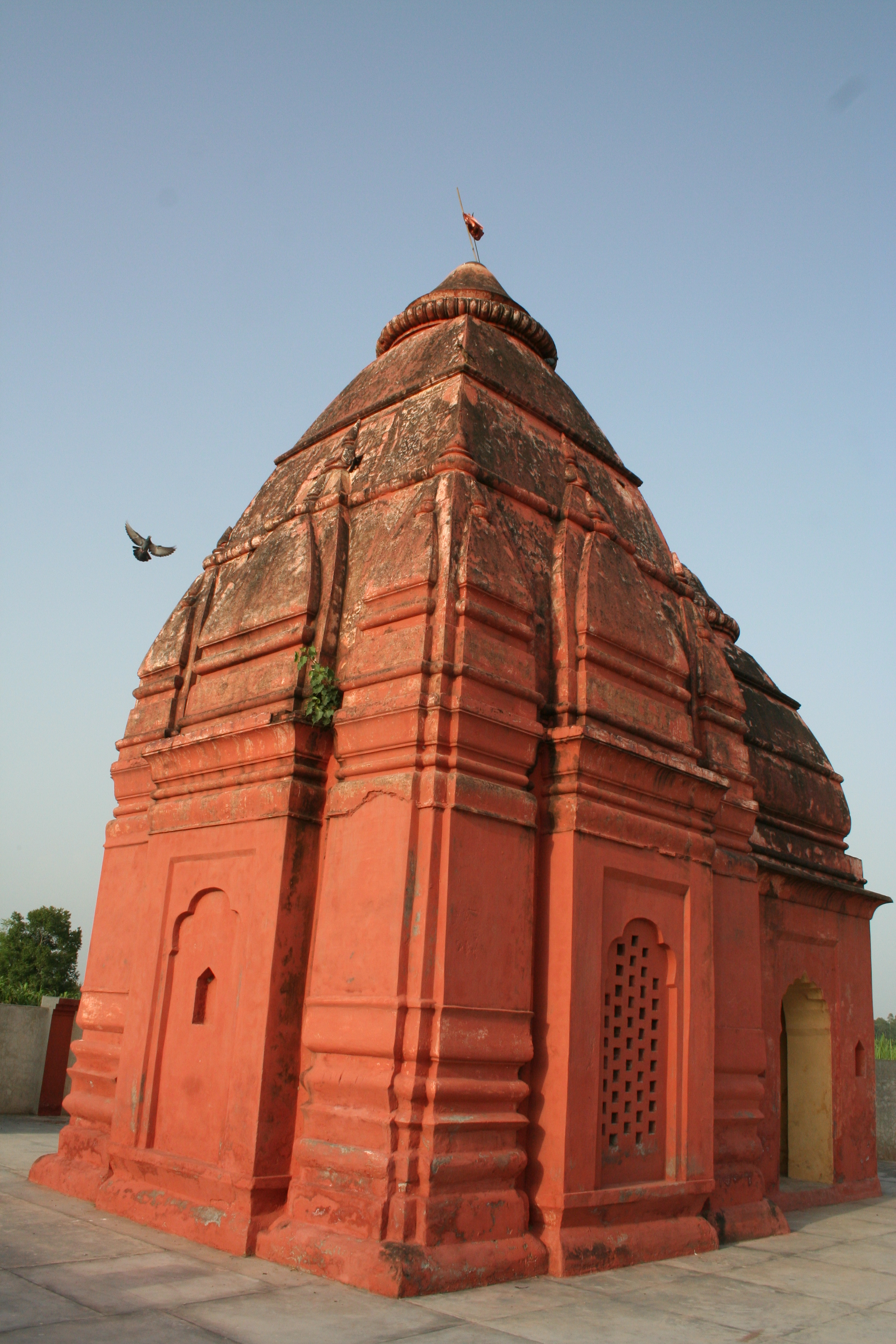
Карнешвар Мандір

Храм Карна розташований неподалік від храму Пандешвар у давній ущелині на березі Гангу. Вважається, що лінгам всередині храму Карни був встановлений Карною, одним з видатних постатей Махабхарати..

#### Бхай Дхарам Сінгх Гурдвара
Це невелика Гурдвара (місце служіння сикхів), розташована в селі Сайфпур, приблизно за 2,5 км від Хастінапура.

### Заповідник Хастінапур

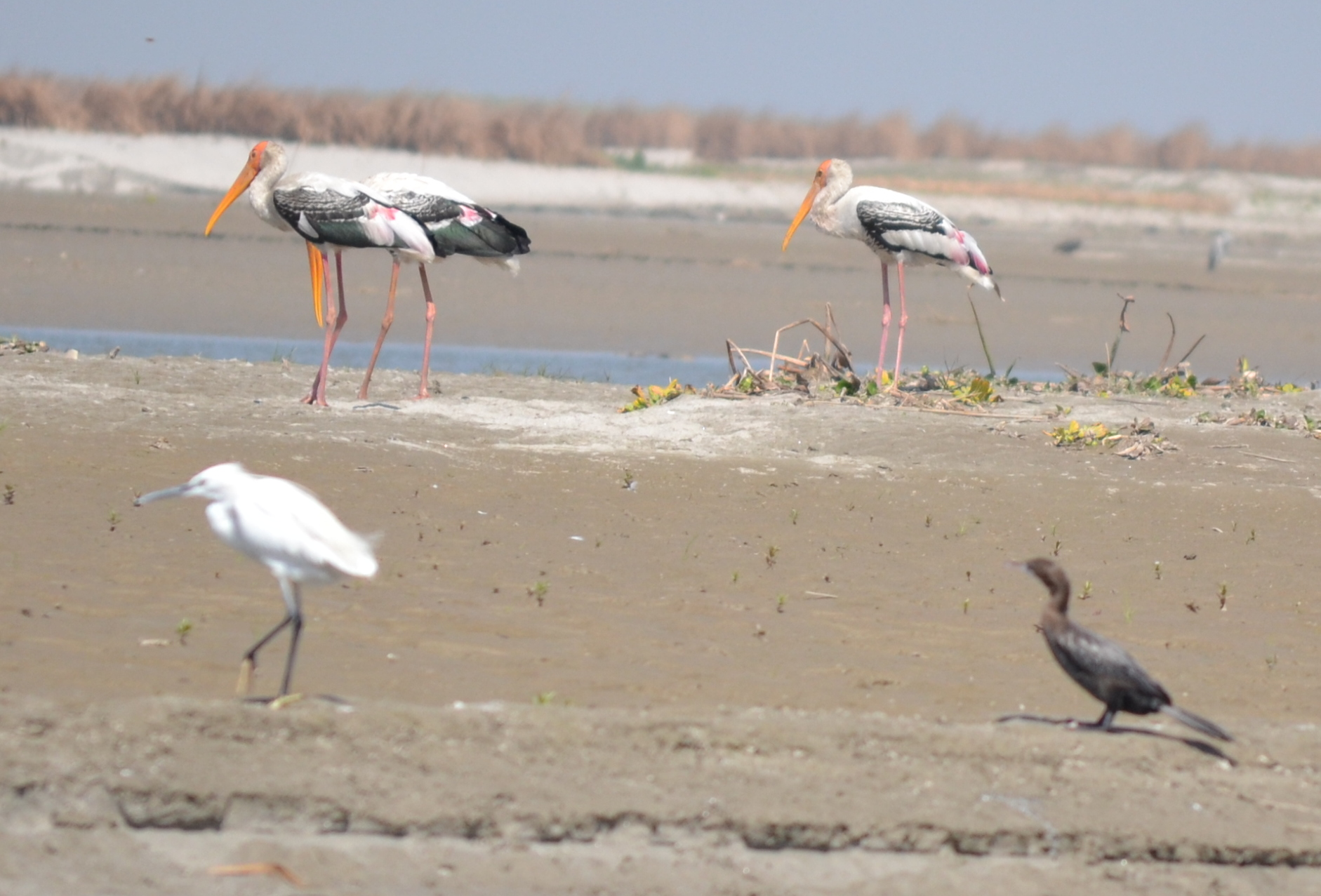
Перелітні птахи в заповіднику Хастінапур

Заповідник Хастінапур, заснований у 1986 році, є одним із відомих проектів дикої природи в Індії. Заповідник простягається на широку територію, охоплюючи райони Мірут, Газіабад, Гаутам Будх Нагар, Бійнор, Хапур і Джіотіба Пхуле Нагар в Уттар-Прадеш . Це розлогий ліс, що займає площу майже 2 073 квадратні кілометри (800 миля2) .

## Фестивалі та ярмарки
Щороку в Хастінапурі проводяться різноманітні культурні заходи та релігійні свята, зокрема Акшая Тритія, Дас Лакшана, Картік Мела, Холі Мела та Дурга Пуджа . Ці фестивалі, серед інших, організовують неурядові організації (НУО) та Державне управління туризму.

## Подальше читання
- B.B. Lal (1952). New Light on the "dark Age" of Indian History: Recent Excavations at the Hastinapura Site, Near Delhi. Illustrated London news.
- Braj Basi Lal (1955). Excavations at Hastinapura and Other Explorations [in the Upper Gangā and Sutlej Basins], 1950-52.